# Jan Paweł Marylski-Łuszczewski
Jan Paweł Marylski-Łuszczewski herbu Ostoja (ur. 18 czerwca 1893 w Pęcicach, zm. 19 marca 1954 w Warszawie) – polski malarz.
Był synem polityka i publicysty Antoniego Eustachego Łuszczewskiego (1865-1932) i jego żony Wandy Krupek-Kozakowskiej, bratem Antoniego.
W 1912 ukończył Gimnazjum gen. Pawła Chrzanowskiego w Warszawie Studiował malarstwo w  latach 1912-1914 w paryskiej Académie Julian.
W czasie I wojny światowej służył w I Korpusie Polskim pod dowództwem generała Józefa Dowbora-Muśnickiego. Odznaczony został Krzyżem Walecznych. 
Po I wojnie uczył się prywatnie u Konrada Krzyżanowskiego, kontynuował studia w Monachium oraz w Académie de la Palette w Paryżu. 
Był członkiem Union des Artistes Polonais en France, uczestniczył w wielu paryskich wystawach malarstwa. Do Polski powrócił w roku 1924 i zamieszkał w Warszawie, potem w majątku rodowym w Pęcicach. Wystawiał obrazy w Towarzystwie Zachęty Sztuk Pięknych, otrzymywał nagrody. Po II wojnie światowej został wywłaszczony i zamieszkał w Warszawie, gdzie nadal uczestniczył w wystawach malarstwa. Obrazy podpisywał „Jan Marylski”. Został pochowany na cmentarzu leśnym w Laskach (kwatera B, rząd 6). 
Był żonaty od 1923 z malarką Cecylią Józefą Aurelia Chudzyńską. Jego prace znajdują się w zbiorach Muzeum Narodowego w Warszawie oraz Muzeum Mazowieckiego w Płocku. 